# Diecezja Girardot
Diecezja Girardot (łac. Dioecesis Girardotensis, hisz. Diócesis de Girardot) – rzymskokatolicka diecezja w Kolumbii. Biskup Girardot jest sufraganem arcybiskupa Bogoty.

## Historia
29 maja 1956 roku papież Pius XII bullą Quandocumque amplo erygował diecezję Girardot. Dotychczas wierni z tych terenów należeli do archidiecezji bogotańskiej.

Mapa diecezji

## Biskupi Girardot
- Alfredo Rubio Diaz (1956 - 1961)
- Ciro Alfonso Gómez Serrano (1961 - 1972)
- Jesús María Coronado Caro SDB (1973 - 1981)
- Rodrigo Escobar Aristizábal (1982 - 1987)
- Jorge Ardila Serrano (1988 - 2001)
- Héctor Julio López Hurtado SDB, (2001-2018)
- Jaime Muñoz Pedroza (od 2018)